# X (Ed Sheeran)
X (stilizzazione di Multiply) è il quarto album in studio del cantautore britannico Ed Sheeran, pubblicato il 23 giugno 2014 dall'Atlantic e dalla Asylum Records.

## Promozione
Il singolo apripista è stato Sing, pubblicato il 7 aprile 2014. Il 10 aprile Sheeran ha rivelato la copertina dell'album, caratterizzata da uno sfondo verde e da una X nera, mentre il 22 maggio il cantante ha pubblicato il video musicale di Sing.
Tra il 16 e il 20 giugno Sheeran ha reso disponibile per l'ascolto i brani promozionali Afire Love, Bloodstream, Thinking Out Loud, The Man, Even My Dad Does Sometimes, Photograph e Shirtsleeves.
Oltre ad essere stato pubblicato in formato standard, composto da 12 tracce, X è stato commercializzato anche nel formato deluxe, contenente cinque tracce bonus, tra cui I See Fire e All of the Stars, brani composti rispettivamente per le colonne sonore dei film Lo Hobbit - La desolazione di Smaug e Colpa delle stelle.
Il 12 agosto è stato pubblicato il secondo singolo, Don't, presentato dal cantante già nel mese di aprile al programma televisivo Saturday Night Live e anticipato dalla pubblicazione del video il 4 agosto. Il 7 novembre è stato pubblicato il terzo singolo Thinking Out Loud. Il 27 febbraio 2015 il cantautore ha pubblicato come quarto singolo una versione rivisitata di Bloodstream realizzata insieme al gruppo musicale Rudimental ed inclusa successivamente nell'album di questi ultimi, We the Generation. Il 22 maggio dello stesso anno è invece uscito il quinto singolo Photograph.
Il 13 novembre 2015 è stata pubblicata la Wembley Edition, comprendente il DVD Jumpers for Goalposts - Live at Wembley Stadium e altri brani inediti, oltre ai singoli Make It Rain e Lay It All on Me, quest'ultimo inciso con i Rudimental.

## Tracce
Testi e musiche di Ed Sheeran, eccetto dove indicato.
1. One – 4:13
2. I'm a Mess – 4:05
3. Sing – 3:55 (Ed Sheeran, Pharrell Williams)
4. Don't – 3:40 (Ed Sheeran, Benjamin Levin)
5. Nina – 3:46 (Ed Sheeran, Johnny McDaid)
6. Photograph – 4:19 (Ed Sheeran, Johnny McDaid)
7. Bloodstream – 5:00 (Ed Sheeran, Gary Lightbody, Johnny McDaid, Rudimental)
8. Tenerife Sea – 4:01 (Ed Sheeran, Foy Vance, Johnny McDaid)
9. Runaway – 3:25 (Ed Sheeran, Pharrell Williams)
10. The Man – 4:10
11. Thinking Out Loud – 4:42 (Ed Sheeran, Amy Wadge)
12. Afire Love – 5:14 (Ed Sheeran, Foy Vance, Johnny McDaid)

Tracce bonus nell'edizione deluxe
1. Take It Back – 3:28 (Ed Sheeran, Johnny McDaid)
2. Shirtsleeves – 3:10
3. Even My Dad Does Sometimes – 3:49 (Ed Sheeran, Amy Wadge)
4. I See Fire – 4:58
5. All of the Stars – 3:57 (Ed Sheeran, Johnny McDaid)

CD bonus nell'edizione francese
1. Everything You Are – 3:58
2. Friends – 3:10
3. Sing (Live / 1LIVE Radiokonzert) – 6:51 (Ed Sheeran, Pharrell Williams)
4. I'm a Mess (Live from Lightship 95) (Ed Sheeran, Benjamin Levin)
5. Don't (Remix ft. Rick Ross) – 4:17

Tracce bonus nella Wembley Edition
1. English Rose – 3:04
2. Touch and Go – 4:00
3. New York – 3:55
4. Make It Rain – 6:44 (Foy Vance)
5. Parting Glass (Live from Wembley Stadium) – 3:15
6. Small Bump (Live from Wembley Stadium) – 5:02
7. Lay It All on Me (Rudimental feat. Ed Sheeran) – 4:02 (Rudimental, Ed Sheeran, James Newman, Jonny Harris)

## Formazione
Musicisti
- Ed Sheeran – voce, chitarra (tracce 1-4, 7-11), battimani (tracce 2 e 5), strumentazione e programmazione (traccia 4), chitarra acustica (tracce 5 e 6), chitarra elettrica (traccia 5)
- Jake Gosling – programmazione e batteria (tracce 1, 2, 5, 10 e 11), strumenti ad arco e corno (traccia 1), percussioni (tracce 2, 5, 11), pianoforte e battimani (tracce 2 e 5), sintetizzatore (traccia 5), Rhodes (traccia 10)
- Chris Leonard – chitarra elettrica (traccia 2), basso (tracce 2, 5 e 11), battimani (tracce 2 e 5), chitarra acustica (traccia 5), chitarra e assolo di chitarra acustica (traccia 10), assolo di chitarra elettrica e Hammond (traccia 11)
- Andrew Coleman – chitarra aggiuntiva (tracce 3 e 9)
- Benny Blanco – strumentazione e programmazione (traccia 4)
- Rick Rubin – strumentazione e programmazione (traccia 4)
- Jason Lader – basso (tracce 4 e 8), tastiera (tracce 4, 7 e 8)
- Adam MacDougall – tastiera (tracce 4, 7 e 8)
- Lenny Castro – percussioni (tracce 4, 7 e 8)
- Luis Conte – percussioni (tracce 4, 7 e 8)
- Ed Howard – battimani (traccia 5)
- Jeff Bhasker – pianoforte, tastiera e basso elettrico (traccia 6)
- Tyler Sam Johnson – chitarra elettrica e programmazione della batteria (traccia 6)
- Emile Haynie – programmazione della batteria (traccia 6)
- Davide Rossi – arrangiamento strumenti ad arco (traccia 6), strumenti ad arco (traccia 12)
- Johnny McDaid – tastiera (tracce 7 e 8), chitarra, basso, cori, percussioni, pianoforte, programmazione e Hammond (traccia 12)
- Eric Lynn – tastiera (tracce 7 e 8)
- Chris Dave – batteria (tracce 7 e 8)
- Blake Mills – chitarra (traccia 8)
- Peter Gosling – pianoforte (traccia 11)
- Geoff Leaa – batteria (traccia 12)
- Foy Vance – cori (traccia 12)
- Coco Arquette – voce e percussioni aggiuntive (traccia 12)
- Courteney Cox – voce e percussioni aggiuntive (traccia 12)
- Eamon Harkin – voce e percussioni aggiuntive (traccia 12)

Produzione
- Jake Gosling – produzione e ingegneria del suono (tracce 1, 2, 5, 10 e 11)
- Adam Coltman – assistenza all'ingegneria del suono (tracce 1 e 2)
- Mark "Spike" Stent – missaggio
- Geoff Swan – ingegneria del suono
- Stuart Hawkes – mastering
- William Hicks – montaggio vocale aggiuntivo (traccia 2), ingegneria del suono (traccia 4), ingegneria vocale aggiuntiva (tracce 4 e 10)
- Pharrell Williams – produzione (tracce 3 e 9)
- Andrew Coleman – registrazione, montaggio digitale e arrangiamento (tracce 3 e 9)
- Ramon Rivas – assistenza alla registrazione (tracce 3 e 9)
- Rob Sucheki – assistenza alla registrazione (tracce 3 e 9)
- Rick Rubin – produzione (tracce 4, 7 e 8)
- Benny Blanco – produzione (traccia 4)
- Chris "Anger Management" Sclafani – ingegneria del suono (traccia 4)
- Jason Lader – ingegneria del suono (traccia 4), registrazione (tracce 7 e 8)
- Andrew "McMuffin" Luftman – coordinazione alla produzione (traccia 4)
- Seif "Mageef" Hussain – coordinazione alla produzione (traccia 4)
- Matty Green – ingegneria del suono (traccia 4)
- Dave Hanych – coordinazione alla produzione (tracce 4, 7 e 8)
- Ricardo Kim – assistenza alla produzione (tracce 4, 7 e 8)
- Johnnie Burik – assistenza alla produzione (tracce 4, 7 e 8)
- Sean Oakley – registrazione aggiuntiva e montaggio digitale (tracce 4, 7 e 8), assistenza alla registrazione (tracce 7 e 8)
- Joshua Smith – registrazione aggiuntiva (traccia 4), assistenza alla registrazione (tracce 7 e 8)
- Eric Lynn – registrazione aggiuntiva (traccia 4), assistenza alla registrazione (tracce 7 e 8)
- Eric Caudieux – montaggio digitale (tracce 4, 7 e 8)
- Christian "Leggy" Langdon – montaggio digitale (tracce 4, 7 e 8)
- Matthew Gooderham – assistenza all'ingegneria del suono (traccia 5)
- Jeff Bhasker – produzione (traccia 6)
- Emile Haynie – produzione aggiuntiva (traccia 6)
- Tyler Sam Johnson – ingegneria del suono (traccia 6)
- Johnny McDaid – produzione e ingegneria del suono (traccia 12)

## Successo commerciale
X ha debuttato al vertice della classifica statunitense degli album, vendendo 210 000 copie nella prima settimana. Anche nel Regno Unito l'album ha debuttato alla prima posizione, vendendo 180 000 copie nella prima settimana e rimanendo alla vetta per otto settimane consecutive. In totale l'album ha speso dodici settimane in testa alla graduatoria, ed è risultato il disco più venduto in assoluto nel Regno Unito durante l'anno 2014. Nel novembre 2015 è stato annunciato che X ha superato il record di permanenza nella top ten della classifica britannica, con 72 settimane totali passate nei primi dieci posti.
Nel dicembre 2014 il servizio musicale Spotify ha annunciato che X è stato l'album più ascoltato durante l'anno, raggiungendo un totale di oltre 430 milioni di streaming in pochi mesi. Al febbraio 2015, l'album aveva già venduto circa 5,8 milioni di copie globalmente.
X è diventato il primo album a ricevere la certificazione di disco di diamante dalla ARIA per aver venduto più di mezzo milione di copie in Australia.

## Classifiche

### Classifiche settimanali
| Classifica (2014-15)      | Posizione massima |
| ------------------------- | ----------------- |
| Argentina                 | 3                 |
| Australia                 | 1                 |
| Austria                   | 2                 |
| Belgio (Fiandre)          | 2                 |
| Belgio (Vallonia)         | 8                 |
| Brasile                   | 9                 |
| Canada                    | 1                 |
| Croazia                   | 4                 |
| Danimarca                 | 1                 |
| Finlandia                 | 1                 |
| Francia                   | 5                 |
| Germania                  | 1                 |
| Giappone                  | 32                |
| Grecia                    | 16                |
| Irlanda                   | 1                 |
| Italia                    | 2                 |
| Messico                   | 12                |
| Norvegia                  | 1                 |
| Nuova Zelanda             | 1                 |
| Paesi Bassi               | 1                 |
| Polonia                   | 2                 |
| Portogallo                | 2                 |
| Regno Unito               | 1                 |
| Repubblica Ceca           | 10                |
| Spagna                    | 10                |
| Stati Uniti               | 1                 |
| Stati Uniti (tastemakers) | 5                 |
| Sudafrica                 | 1                 |
| Svezia                    | 1                 |
| Svizzera                  | 1                 |
| Ungheria                  | 3                 |

### Classifiche di fine anno
| Classifica (2014) | Posizione |
| ----------------- | --------- |
| Australia         | 1         |
| Austria           | 35        |
| Belgio (Fiandre)  | 11        |
| Belgio (Vallonia) | 63        |
| Canada            | 10        |
| Danimarca         | 25        |
| Germania          | 9         |
| Irlanda           | 1         |
| Italia            | 37        |
| Nuova Zelanda     | 1         |
| Paesi Bassi       | 9         |
| Polonia           | 21        |
| Regno Unito       | 1         |
| Stati Uniti       | 21        |
| Svezia            | 3         |
| Svizzera          | 9         |
| Ungheria          | 30        |
| Classifica (2015) | Posizione |
| Australia         | 2         |
| Austria           | 26        |
| Belgio (Fiandre)  | 20        |
| Belgio (Vallonia) | 34        |
| Canada            | 2         |
| Danimarca         | 3         |
| Germania          | 9         |
| Irlanda           | 2         |
| Italia            | 29        |
| Messico           | 48        |
| Nuova Zelanda     | 2         |
| Paesi Bassi       | 12        |
| Polonia           | 8         |
| Regno Unito       | 2         |
| Stati Uniti       | 2         |
| Svezia            | 1         |
| Svizzera          | 4         |
| Ungheria          | 16        |
| Classifica (2016) | Posizione |
| Islanda           | 96        |
| Classifica (2017) | Posizione |
| Islanda           | 39        |
| Italia            | 47        |
| Classifica (2018) | Posizione |
| Islanda           | 59        |
| Italia            | 100       |
| Classifica (2019) | Posizione |
| Danimarca         | 30        |
| Irlanda           | 41        |
| Islanda           | 74        |
| Classifica (2020) | Posizione |
| Australia         | 61        |
| Belgio (Fiandre)  | 165       |
| Danimarca         | 45        |
| Irlanda           | 49        |
| Paesi Bassi       | 82        |
| Regno Unito       | 52        |
| Classifica (2021) | Posizione |
| Australia         | 59        |
| Belgio (Fiandre)  | 120       |
| Danimarca         | 38        |
| Irlanda           | 50        |
| Paesi Bassi       | 70        |
| Regno Unito       | 55        |
| Svezia            | 95        |
| Classifica (2022) | Posizione |
| Australia         | 78        |
| Belgio (Fiandre)  | 115       |
| Danimarca         | 43        |
| Paesi Bassi       | 74        |
| Regno Unito       | 62        |

### Classifiche di fine decennio
| Classifica (2010-19) | Posizione |
| -------------------- | --------- |
| Australia            | 5         |
| Paesi Bassi          | 8         |

### Classifiche di tutti i tempi
| Classifica (1963-2021) | Posizione |
| ---------------------- | --------- |
| Stati Uniti            | 113       |

## Date di pubblicazione
| Paese         | Data di pubblicazione | Formato                              | Edizione          | Etichetta          | Note            |
| ------------- | --------------------- | ------------------------------------ | ----------------- | ------------------ | --------------- |
| Australia     | 20 giugno 2014        | CD, download digitale, streaming     | standard e deluxe | Warner Music Group | [ 128 ] [ 129 ] |
| Germania      | 20 giugno 2014        | CD, download digitale, streaming     | standard e deluxe | Warner Music Group | [ 130 ] [ 131 ] |
| Nuova Zelanda | 20 giugno 2014        | CD, download digitale, streaming     | standard e deluxe | Warner Music Group | [ 132 ] [ 133 ] |
| Regno Unito   | 23 giugno 2014        | CD, download digitale, streaming     | standard e deluxe | Warner Music Group | [ 134 ] [ 135 ] |
| Stati Uniti   | 23 giugno 2014        | CD, download digitale, streaming     | standard e deluxe | Warner Music Group | [ 136 ] [ 137 ] |
| Francia       | 24 novembre 2014      | 2CD                                  | Collector Edition | Warner Music Group | [ 138 ]         |
| Mondo         | 13 novembre 2015      | CD/DVD, download digitale, streaming | Wembley Edition   | Warner Music Group | [ 139 ]         |